# یوتا (مجارستان)
یوتا (به مجاری:  Juta) یک منطقهٔ مسکونی در مجارستان است که در ناحیه کاپوشوار واقع شده‌است. یوتا ۱۹٫۲۳ کیلومتر مربع مساحت و ۱٬۱۲۰ نفر جمعیت دارد.